# West-Siberische laika
De West-Siberische laika is een jachthond afkomstig uit West-Siberië, (Rusland).
De West-Siberische Laika is een uitstekende en onverschrokken jager. Ze zijn zachtaardig, gevoelig en aanhankelijk. Deze honden zijn niet angstig en hebben een sterke persoonlijkheid. De West-Siberische Laika is een werkhond die niet moeilijk te trainen is, maar deze honden vragen wel een consequente en rechtvaardige aanpak van de eigenaar. Het zijn echte gezinshonden die veel beweging en geestelijke uitdagingen nodig hebben. Deze honden zijn prima geschikt voor actieve eigenaars die graag samen wandelen en joggen met hun hond. Deze veelzijdige hond is inzetbaar voor verschillende hondensporten zoals speurwerk, behendigheid en reddingswerk, sledewerk en uiteraard jagen.
De West-Siberische Laika behoort tot de FCI-groep 5 van Spitsen en honden van het oerhondtype Sectie 2 Noordelijke jachthonden.

## Uiterlijk

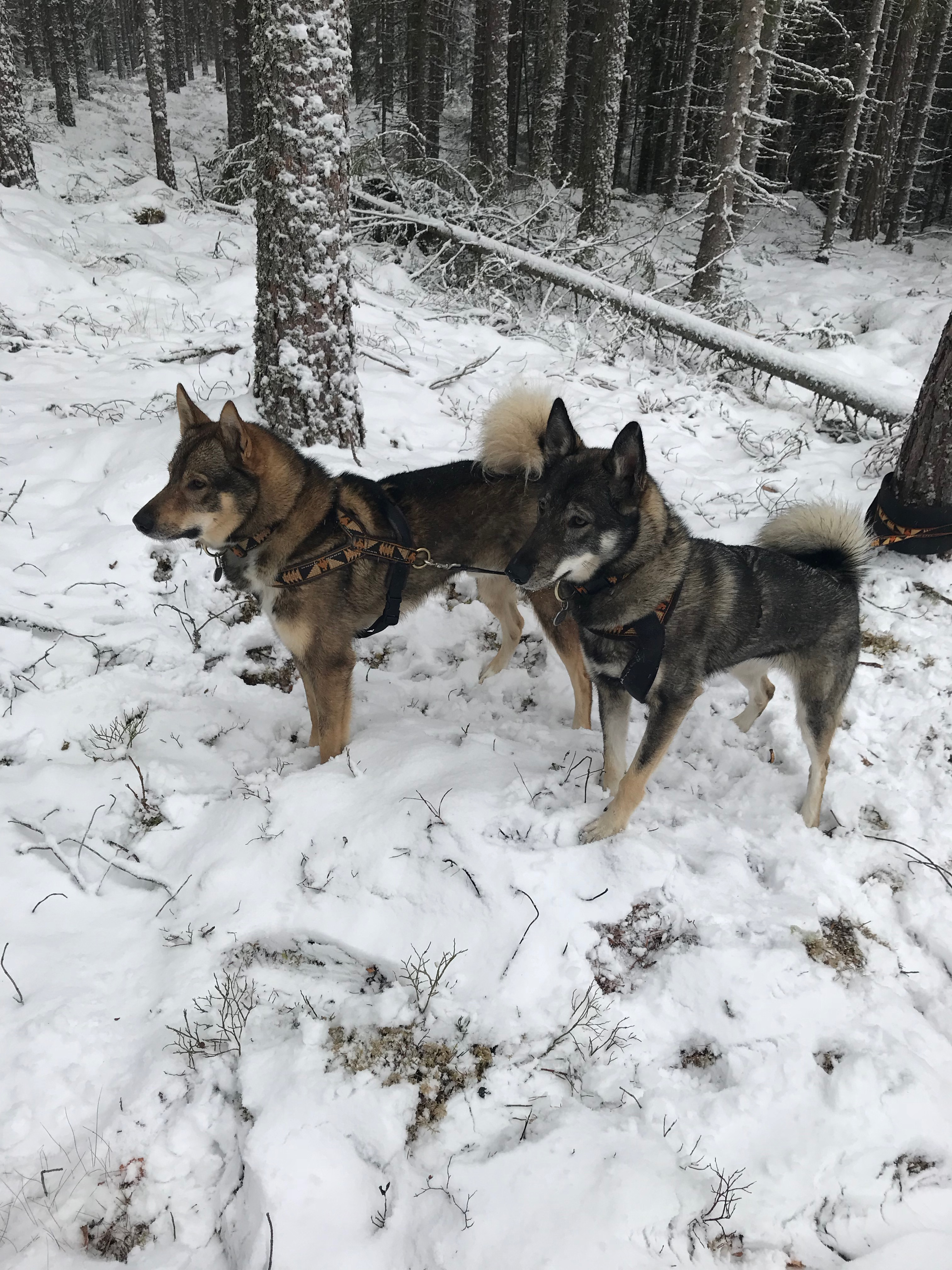
Baikal en Purga kennel Zverovatost

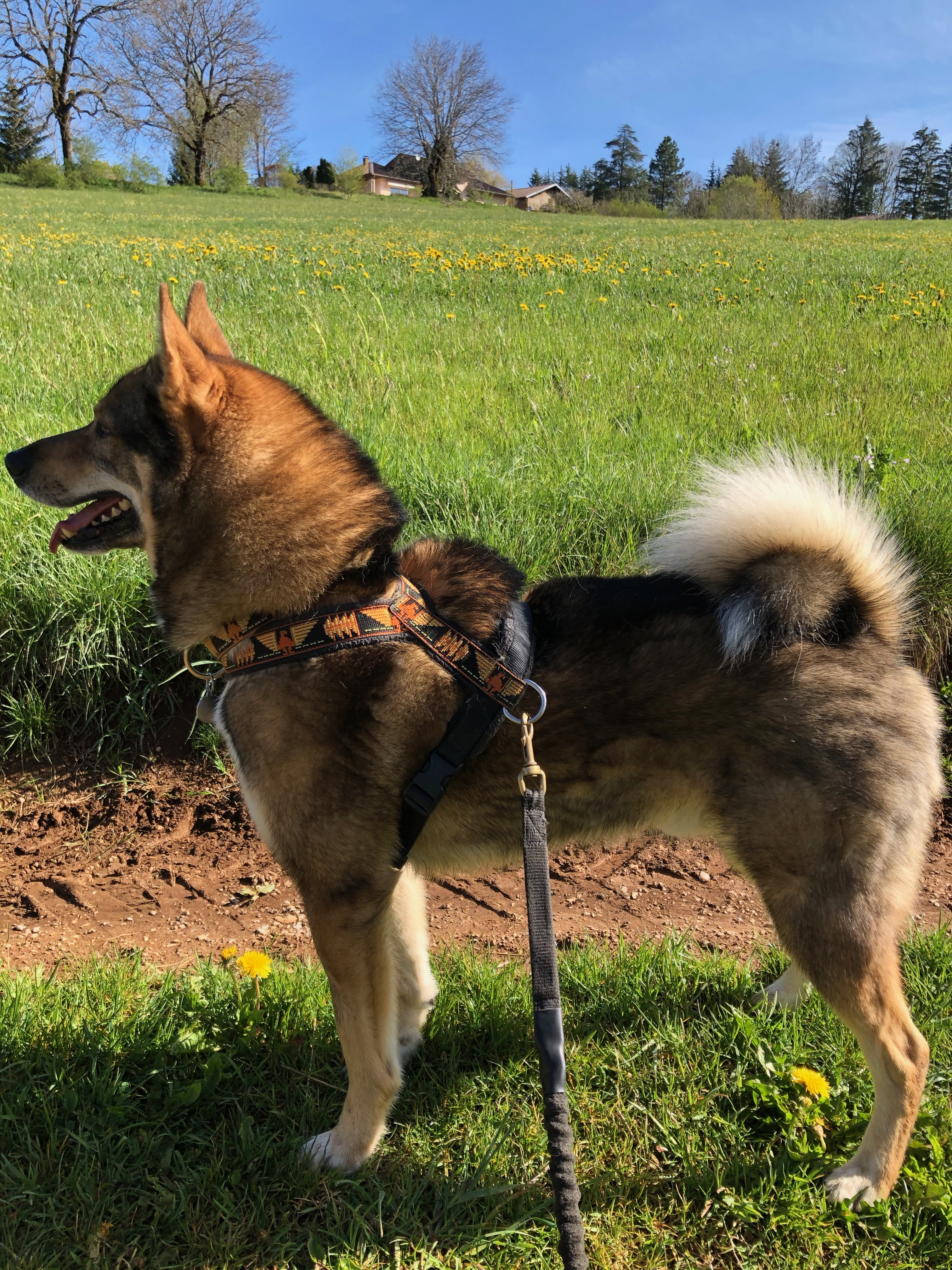
Baikal

Hoogte: Vrouwelijk: 52–58 cm, Mannelijk: 55–62 cm
Kleuren: De kleuren zijn grijs in alle schakeringen, rood, roodbruin, reekleurig, zandkleurig en zuiver wit of een combinatie van deze kleuren. Witte aftekeningen aan hals, borst, poten en gezicht of bont zijn mogelijk
Gewicht: Vrouwelijk: 16–25 kg, Mannelijk: 18–30 kg
De West-Siberische Laika behoudt de kenmerken van wilde voorouders onder invloed van natuurlijke selectie. Dit is een hond van gemiddelde en bovengemiddelde hoogte met een sterk skelet. De reuen zijn groter en iets vierkanter van bouw dan de teven. De schoft is goed ontwikkeld, de rug is breed, het kruis is matig lang en licht aflopend. De staart is sterk gekruld.
Het kop, van bovenaf gezien, is scherp wigvormig en heeft een vorm van een langgerekte gelijkbenige driehoek, met een matig brede schedel. De snuit is scherp en lang, maar niet smal, met enige uitzetting in het gebied van de hoektanden. De overgang van het voorhoofd naar de snuit is uitgesproken, maar niet scherp. De neus is zwart; bij witte honden kan hij bruin zijn. Oren zijn rechtopstaand, beweegbaar, hoog aangezet. De ogen zijn amandelvormig schuingeplaatst, bij voorkeur donkerbruin.
De vacht van de West-Siberische Laika is dicht, stug en recht, met een zachte maar dikke ondervacht. Typisch is de rijke beharing van de hals en de bakkebaarden.

## Oorsprong
De West-Siberische Laika komt oorspronkelijk uit de Noord-Oeral en West-Siberië. De huidige West-Siberische Laika’s zijn ontstaan uit meerdere typen Laiki, waarvan twee typen het meest in het oog springen: de Mansijskaja en de Chantejskaja Laika. De twee typen tonen veel overeenkomst qua afmeting, kleur en gebruik.
Echter zijn er wel wat verschillen op te merken. Het Mansijskaja type is lichter gebouwd, heeft een minder uitgesproken stop, een smallere kop, een langere voorsnuit, heeft minder vacht en geen halskraag. Het Chantejskaja type is zwaarder gebouwd, heeft een bredere schedel, een duidelijkere stop, een kortere snuit en is rijker behaard met een goed ontwikkelde halskraag. In de huidige West-Siberische Laika’s zijn deze typen vaak vermengd, echter is vaak nog een uitgangstype te herkennen.

## Aard
De West-Siberische Laika is evenwichtig, zelfbewust en zelfverzekerd. Hij is aanhankelijk en loyaal naar het gezin en de roedel. Ook is hij sociaal en vriendelijk tegen vreemden en vertoont hij geen agressie naar mensen. Uit zichzelf zal hij niet snel een gevecht met andere honden beginnen, maar indien nodig kan hij zich goed en effectief verdedigen, hij vecht nooit zonder reden.
De West-Siberische Laika is intelligent en leergierig, maar niet slaafs en heeft dus uitdagingen nodig en niet repetitief elke keer hetzelfde moeten uitvoeren. Hij moet op een zachte en vriendelijke manier worden opgevoed, waarbij een harde aanpak moet worden voorkomen. De West-Siberische Laika is een energieke hond met een zeer goed uithoudingsvermogen. Hij heeft veel beweging nodig. Daarnaast bezitten de meeste Laika een goed tot zeer goed ontwikkeld jachtinstinct. Hoewel hij prima kan leren samenleven met andere dieren, betekent dit wel dat de Laika consequent opgevoed moet worden en van jongs af aan tijd gestoken moet worden in socialisatie met andere dieren en het kunnen loslopen in de natuur. De wijze waarop een Laika jaagt in het land van oorsprong is dat hij niet achter wild aan mag jakkeren, maar dat hij altijd contact met de jager moet houden. In sommige westerse landen (Scandinavië) selecteert men juist op zelfstandigheid; dit is echter niet typerend.
Het is zeer belangrijk dat men zich bij de keuze voor een Laika niet alleen laat leiden door het natuurlijke uiterlijk van dit ras, maar zich realiseert dat er ook een compleet en natuurlijk hondengedrag bij hoort en dat er aan het houden van een Laika als huishond consequenties vastzitten; een Laika heeft een goede band met zijn mensen en is minder zelfstandig dan andere oertype honden, dus is een Laika niet geschikt voor mensen die beide fulltime buitenshuis werken, zodat de hond dan heel veel alleen is. Een Laika moet samenleven met mensen en dagelijks lang alleen blijven is zeer ongeschikt. Ook is hij niet geschikt als kennelhond of bench-hond.
Akita ·
Amerikaanse akita ·
Alaska-malamute ·
Basenji ·
Canaänhond ·
Canadese eskimohond ·
Chowchow ·
Cirneco dell'Etna ·
Eurasiër ·
Europese sledehond ·
Faraohond ·
Finse lappenhond ·
Finse spits ·
Groenlandse hond ·
Hokkaido ·
IJslandse hond ·
Jämthund ·
Japanse spits ·
Kai ·
Karelische berenhond ·
Keeshond ·
Kintamanihond ·
Kishu ·
Koreaanse jindohond ·
Lapinporokoira ·
Mexicaanse naakthond ·
Noorse buhund ·
Noorse elandhond ·
Noorse lundehond ·
Norrbottenspets ·
Oost-Siberische laika ·
Peruaanse naakthond ·
Podenco canario ·
Podenco ibicenco ·
Podengo Português ·
Russisch-Europese laika ·
Samojeed ·
Shiba ·
Shikoku ·
Siberische husky ·
Taiwandog ·
Thai Bangkaew Dog ·
Thai ridgebackdog ·
Västgötaspets ·
Volpino italiano ·
Westsiberische laika ·
Yakut laika ·
Zweedse lappenhond